# Psychoda formosa
Psychoda formosa är en tvåvingeart som beskrevs av Satchell 1954. Psychoda formosa ingår i släktet Psychoda och familjen fjärilsmyggor. Inga underarter finns listade i Catalogue of Life.